# Герлах III фон Лимбург
Герлах III фон Лимбург (на немски: Gerlach III von Limburg; † между 15 август 1365 и април 1366) е граф на Изенбург-Лимбург и господар на Лимбург на Лан (1355 – 1365).

## Биография
Той е най-възрастният син на граф Герлах II фон Лимбург Стари († 1355) и втората му съпруга Кунигунда фон Вертхайм († 1362), дъщеря на граф Рудолф II фон Вертхайм († 1303/1306) и Мехтилд фон Дурн († ок. 1292).
Герлах III наследява баща си през 1355 г. като господар на Лимбург. На 9 ноември 1356 г. се жени за Елизабет (Елза) фон Фалкенщайн († 16 октомври 1364 – 9 април 1366), дъщеря на Филип V фон Фалкенщайн († 1343) и съпругата му Елизабет фон Ханау (1317 – 1365/1389), дъщеря на Улрих II фон Ханау († 1346). Бракът е бездетен.
Брат му Йохан III († 1406), каноник в Кьолн и Трир, го наследява през 1365 г. като господар на Лимбург.